# Wapen van Suriname
Het wapenschild van Suriname bestaat uit een ovalen gedeeld schild met op de linkerhelft een zeilschip op zee, en op de rechterhelft een koningspalm op de aarde. In het midden bevindt zich een groene ruit, met daarin een vijfpuntige ster. Het schild wordt geflankeerd door twee inheemsen, met daaronder een wimpel met de wapenspreuk justitia, pietas, fides.

## Omschrijving
Het zeilschip symboliseert het verleden, de palm symboliseert de toekomst en de ster symboliseert de welvaart. De sterpunten symboliseren de vijf continenten waar de inwoners van Suriname vandaan zijn gekomen: Afrika, Amerika, Azië, Europa en Oceanië. Het devies is latijn en betekent 'gerechtigheid, vroomheid, vertrouwen'. De schilddragers symboliseren inheemsen als oorspronkelijke bewoners van het gebied.

## Geschiedenis

### Periode 1683-1795
Gedurende de tijd dat Suriname geleid werd door de Sociëteit van Suriname werd het wapen van deze sociëteit gebruikt. Hierin kwamen de wapenschilden van de drie eigenaren terug waaronder het wapen van Amsterdam. Toen de familie Sommelsdijck hun aandeel in 1770 verkocht werd een wapen gevoerd met alleen de WIC en Amsterdam.

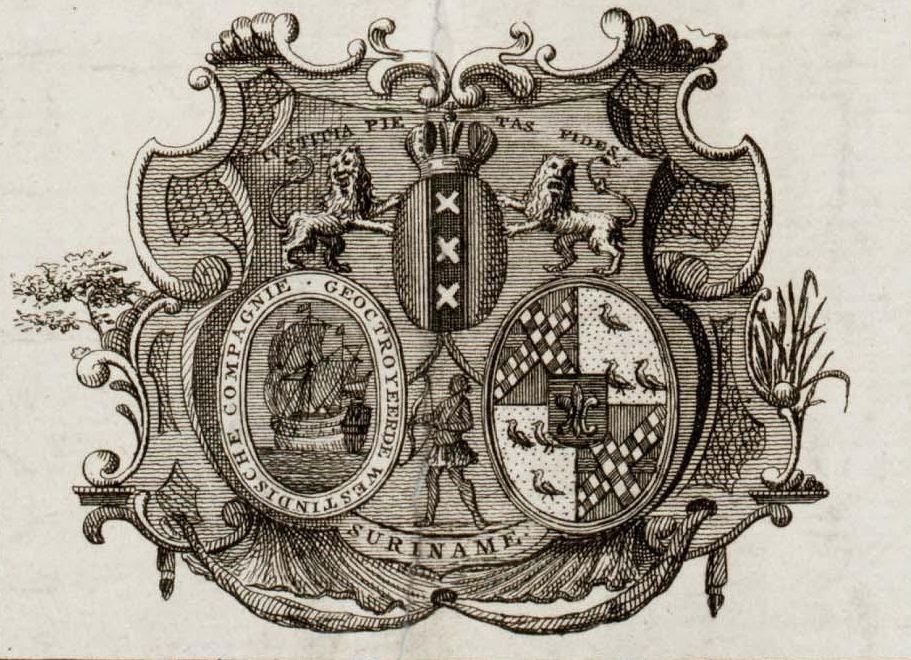
Wapen sociëteit van Suriname waaronder het wapen van de familie Van Aerssen van Sommelsdijck
Het wapen van de Sociëteit van Suriname waarin zowel het wapen van Amsterdam als dat van de WIC (schip) herkenbaar is.

### Periode 1795-1954
De kolonie Suriname had geen officieel wapen, hoewel er soms een onofficieel wapen gebruikt werd. Het schild toonde een zeilschip.

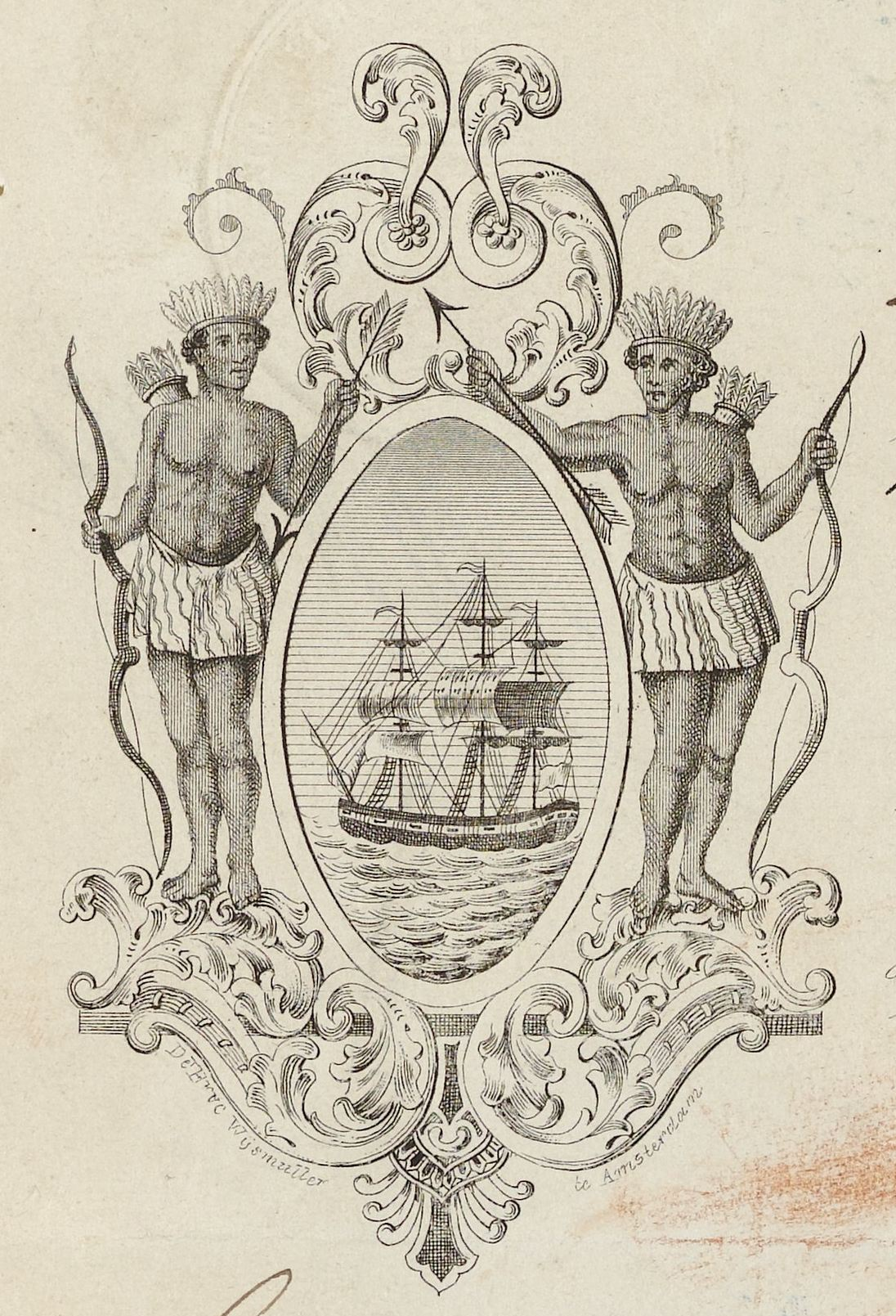
Wapen van Suriname afgebeeld op wisselbrief in 1869
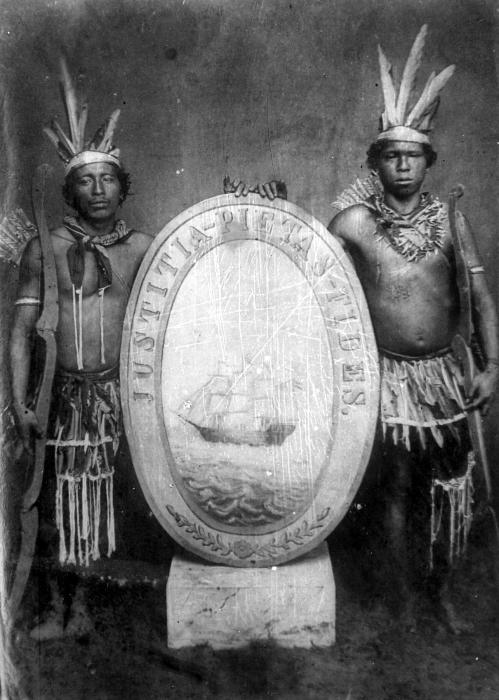
Uitbeelding met het oude Surinaamse wapenschild
Wapen van de kolonie Suriname

### Periode 1954-1975

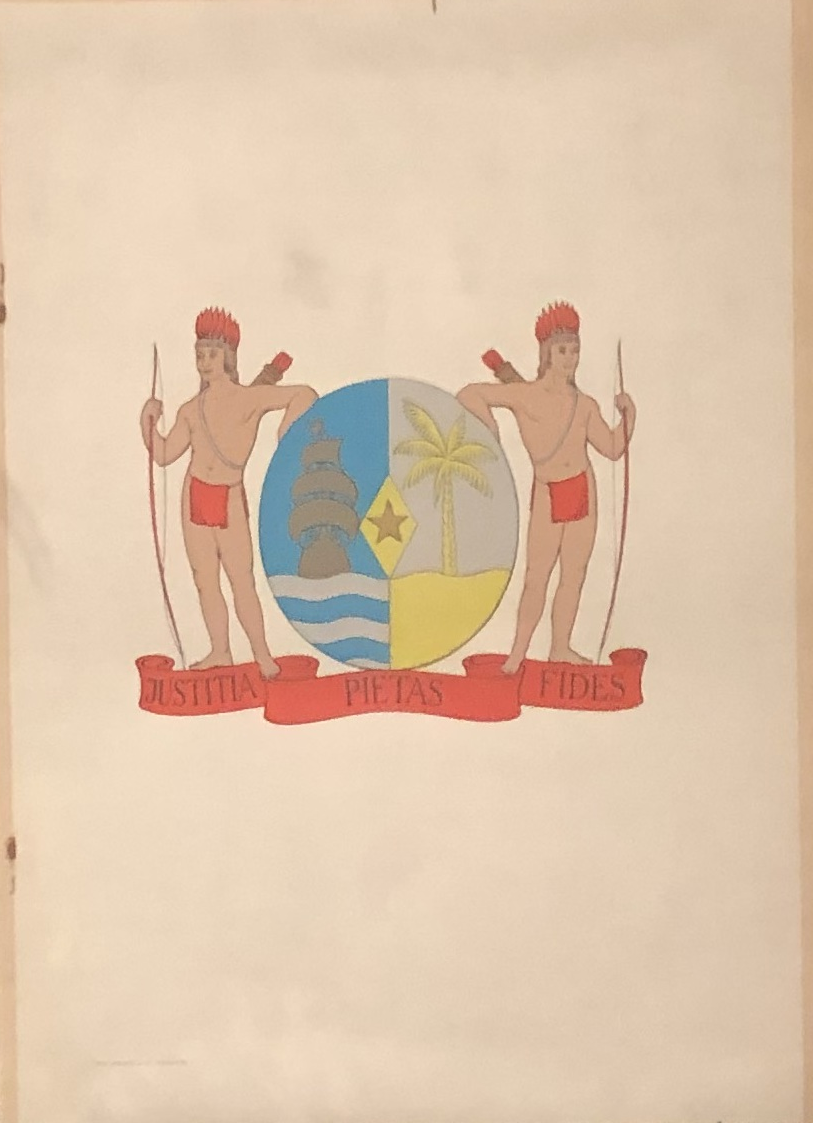
Ontwerp van het wapen van Suriname (1955)

Voor de oprichting van Suriname als land binnen het Koninkrijk der Nederlanden in 1954 werd een wapen ontworpen. In 1952 werd een prijsvraag uitgeschreven voor een vlag, volkslied en wapen. In 1955 was er, ondanks dat Suriname inmiddels een eigen land was nog geen vastgesteld wapen waardoor officieel nog steeds het Koninklijk wapen van Nederland zoals voorgeschreven in 1936 gold. Het uiteindelijke ontwerp was van Lou Lichtveld en opgebouwd uit een schild met daarop afgebeeld een schip en een palmboom. Het schild werd geflankeerd door twee inheemsen en had als devies justitia, pietas, fides. Het greep terug op de eerdere wapens. Het wapen werd vastgesteld op 8 december 1959.
De heraldische omschrijving werd vastgelegd in de Landsverordening no. 104 van 8 december 1959 van het toenmalige Gouvernementsblad van Suriname:
Een gedeeld ovaal schild, I. in azuur een aankomend zeventiende-eeuwse geheel opgetuigde koopvaardijdriemaster van goud met volle zeilen van hetzelfde op een golvende zee van zilver en azuur van vijf stukken; II. in zilver een palmboom van sinopel staande op een grond van hetzelfde; in een ruitvormig hartschild van sinopel een vijfpuntige ster van goud. En voor schildhouders twee inheemsen met pijlenkoker en boog in natuurlijke kleuren. Het geheel staande op een aansluitend lint van keel met de wapenspreuk JUSTITIA PIETAS FIDES van sabel.
Aanvankelijk zouden de inheemsen geen deel uitmaken van het ontwerp, maar na protest van afgevaardigden van deze bevolkingsgroep zijn deze vast in het wapen opgenomen.
Het wapen werd vanaf 1960 ook gebruikt op de munten van de Surinaamse gulden.
Argentinië · Bolivia · Brazilië · Chili · Colombia · Ecuador · Guyana · Paraguay · Peru · Suriname · Trinidad en Tobago · Uruguay · Venezuela
Afhankelijke gebieden

Falklandeilanden · Frans-Guyana · Zuid-Georgia en de Zuidelijke Sandwicheilanden